# RPM (журнал)
RPM — канадский музыкальный журнал, в котором публиковались чарты наиболее популярных в Канаде песен и альбомов. Издание было основано в феврале 1964 года и прекратило своё существование в ноябре 2000 года. За тридцать шесть лет существования журнала в нём было опубликовано более десяти тысяч чартов.
Журнал выходил под несколькими названиями: RPM Weekly, RPM Music Weekly, RPM Magazine и др.
RPM расшифровывается как «Records, Promotion, Music».